# Zurab Zviadauri
Zurab Zviadauri (in georgiano ზურაბ ზვიადაური?; Akhmeta, 2 luglio 1981) è un judoka georgiano.

## Palmarès
Olimpiadi
- 1 medaglia:
  - 1 oro (90 kg a Atene 2004)

Mondiali
- 2 medaglie:
  - 2 argenti (90 kg a Monaco di Baviera 2001; 90 kg a Osaka 2003)

Europei
- 1 medaglia:
  - 1 bronzo (90 kg a Maribor 2002)